# Fotocopiator

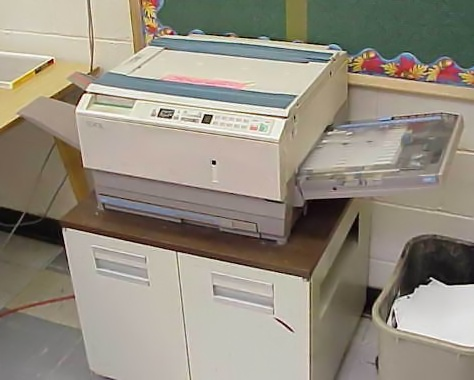
Un fotocopiator marca Xerox într-o bibliotecă de liceu.

Un fotocopiator, numit și copiator, mașină de copiat sau xerox , ultimul din aceste nume provenind de la compania americană Xerox care l-a inventat, este un aparat care realizează copii de documente și alte imaginii vizuale pe hârtie obișnuită în mod  rapid și ieftin. Majoritatea fotocopiatoarelor actuale folosesc o tehnologie numită „xerografie”, un proces uscat care utilizează căldura. Copiatoarele pot de asemenea folosi și alte tehnologii precum jetul de cerneală, dar standardul în cadrul muncii de birou este totuși xerografia.
Fotocopierea xerografică de birou a fost introdusă de compania Xerox în 1959  , și a înlocuit treptat copierea prin Verifax, fotostat, hârtie carbon, șapirograf și alte mașini multiplicatoare. Preponderența utilizării sale în cadrul activității birotice este unul dintre factorii care au împiedicat dezvoltarea biroului „lipsit de hârtie”, prevestit în revoluția digitală timpurie.
Fotocopierea este folosită pe larg în afaceri, educație și guvernământ. Au existat predicții conform cărora fotocopiatoarele vor ieși în cele din urmă din uz, pe măsură ce prelucrătorii de informație vor continua să sporească realizarea și distribuirea de documente pe cale digitală, depinzând astfel tot mai puțin de articolele de papetărie propriu-zise, dar aceste previziuni nu s-au adeverit încă.

## Funcționarea fotocopiatorului xerografic

Privire de ansamblu schematică a procesului fotocopierii xerografice (pașii 1-4)

1. Încărcare. Tamburul cilindric (sau unitatea cilindru) este încărcat electrostatic de către un cablu de înaltă tensiune, numit cablu corona, sau de către o rolă de încărcare/developare. Tamburul are un înveliș din material fotoconductiv.  Un fotoconductor este un semiconductor care devine conductiv atunci când este expus la lumină.[3]
2. Expunere. O lampă puternică iluminează documentul original, iar zonele albe ale acestuia reflectă lumina pe suprafața tamburului fotoconductiv. Zonele expuse la lumină ale tamburului devin conductive și prin urmare se descarcă la pământ. Zonele neexpuse la lumină ale tamburului (acelea corespunzătoare porțiunilor negre ale documentului original) rămân încărcate negativ. Rezultatul este o imagine electrică latentă pe suprafața tamburului.
3. Developare. Pigmentul pulbere (sau tonerul) este încărcat pozitiv. Atunci când este aplicat tamburului pentru developarea imaginii, este atras și se lipește pe zonele încărcate negativ (zonele negre), așa cum o coală de hârtie se lipește de un balon cu o sarcină electrostatică.
4. Transfer. Imaginea din pigment rezultată pe suprafața tamburului este transferată de pe acesta pe o foaie de hârtie cu o sarcină negativă mai mare decât cea a tamburului.
5. Fuziune. Pigmentul este topit și fixat pe hârtie de către role presante încinse.

Acest exemplu presupune un tambur și hârtie încărcate negativ și pigment încărcat pozitiv, așa cum se obișnuiește în cazul copiatoarelor digitale actuale. Unele copiatoare, în general copiatoarele analogice mai vechi, folosesc un tambur și hârtie încărcate pozitiv și pigment încărcat negativ.
O fotocopie negativă inversează culorile documentului la crearea unei fotocopii, rezultând în litere care apar albe pe un fundal negru în loc de negre pe un fundal alb. Fotocopiile negative ale documentelor mai vechi sau decolorate produc uneori documente cu o focalizare mai bună, fiind mai ușor de citit și studiat.

## Istorie
Prima mașină de copiat pentru birouri utilizată pe scară largă a fost inventată de James Watt în 1779.  Se baza pe transferarea fizică a unei părți din cerneală (special preparată) de la o scrisoare sau un desen originale la o foaie de hârtie subțire umezită necalibrată  prin intermediul unei prese.  Copia putea fi apoi citită de pe avers. Sistemul a fost un succes comercial și s-a aflat în uz mai bine de un secol.
În 1937,  fizicianul bulgar Georgi Nadjakov a aflat că, atunci când sunt plasate într-un câmp electric și expuse la lumină, unele dielectrice dobândesc polarizare electrică permanentă în zonele expuse. Această polarizare persistă în întuneric și este eliminată de lumină.
Chester Carlson, inventatorul fotocopierii, era inițial un avocat de brevete, ca și cercetător și inventator în timpul liber. Locul său de muncă la oficiul de brevete din New York presupunea executarea unui număr mare de copii ale documentelor importante. Lui Carlson, care era artritic, acest proces i se părea a fi dureros și anost. Acest lucru l-a motivat să facă experimente cu fotoconductivitatea. Carlson și-a folosit bucătăria pentru experimentele „electrofotografice” și, în 1938, a depus cerere pentru a obține un brevet al acestui proces. A făcut prima fotocopie folosind o plăcuță de zinc acoperită cu sulf. Cuvintele „10-22-38 Astoria” au fost scrise pe port-obiectul microscopului, care a fost plasat deasupra a mai mult sulf și sub o lumină puternică. După îndepărtarea port-obiectului, a rămas o imagine în oglindă a cuvintelor. Carlson a încercat să-și vândă invenția unor companii, a eșuat însă deoarece procesul era încă subdezvoltat. La acea vreme, copiile multiple erau făcute de obicei în momentul realizării documentului original, folosind indigoul sau mașinile de multiplicat manuale, oamenii nevăzând necesitatea unei mașini electronice. Între 1939 și 1944, Carlson a fost refuzat de peste 20 de companii, inclusiv IBM și General Electric, niciuna dintre ele considerând că exista o piață semnificativă pentru copiatoare.
În 1944, Battelle Memorial Institute, o organizație nonprofit din Columbus, Ohio, a încheiat un contract cu Carlson pentru a perfecționa noul său proces. Pe parcursul următorilor cinci ani, institutul a efectuat experimente pentru a îmbunătăți procesul electrofotografiei. În 1947, Haloid Corporation (un mic fabricant și distribuitor de hârtie fotografică, cu sediul în New York) a abordat institutul Battelle în scopul obținerii unei licențe pentru dezvoltarea și comercializarea unei mașini de copiat bazată pe această tehnologie.
În opinia companiei Haloid, cuvântul „electrofotografie” era prea complicat și nu putea fi reamintit ușor. După consultatea unui profesor de limbă clasică de la Universitatea Statului Ohio, Haloid și Carlson au schimbat numele procesului în „xerografie”, care fusese derivat din cuvinte grecești însemnând „scriere uscată”. Haloid a numit noile mașini de copiat „Mașini Xerox” și, în 1948, cuvântul „Xerox” a devenit marcă înregistrată. Haloid și-a schimbat în cele din urmă numele în Xerox Corporation.
În 1949, Xerox Corporation a introdus primul copiator xerografic numit Model A. Succesul companiei Xerox a fost atât de mare încât, în America de Nord, fotocopierea a ajuns să fie cunoscută în rândul populației ca „xeroxare”. Compania Xerox a luptat activ pentru a preveni ca numele său să devină o marcă înregistrată generalizată. În timp ce cuvântul „Xerox” a apărut în unele dicționare ca sinonim pentru fotocopiere, Xerox Corporation solicită de obicei ca asemenea listări să fie modificate și ca oamenii să nu folosească numele „Xerox” în acest mod. Unele limbi includ termeni hibrizi, precum răspânditul termen polonez „kserokopia” („xerocopie”), chiar dacă relativ puține fotocopiatoare sunt marca Xerox.
La începutul anilor 1950, Radio Corporation of America (RCA) a introdus o variație a procesului numit Electrofax, prin care imaginile sunt formate direct pe o hârtie cu înveliș special și redate cu un pigment dispersat într-un lichid.
Pe durata anilor 1960 și prin anii 1980, Savin Corporation a dezvoltat și vândut o linie de copiatoare cu pigment lichid care breveta o tehnologie bazată pe niște brevete deținute de companie.
Înaintea adoptării pe scară largă a copiatoarelor xerografice, erau folosite copiile foto-directe produse de mașini precum Verifaxul de la Kodak. Un obstacol principal asociat cu tehnologiile prexerografice îl reprezenta costul ridicat al rezervelor: o copie Verifax necesita rezerve în valoare de 0,15$ (dolari americani) în 1969, în timp ce o copie Xerox putea fi făcută pentru 0,03$ inclusiv hârtia și mâna de lucru. La acea vreme, mașinile de fotocopiat Thermofax din biblioteci puteau face copii de mărimea unei scrisori pentru 0,25$ sau mai mult (într-o vreme în care salariul minim pentru un muncitor din SUA era de 1,65$/oră).
Fabricanții de copiatoare xerografice au profitat de valoarea percepută ridicată din anii 1960 și 1970 timpurii, punând pe piață hârtie care era „proiectată specific” pentru uzul xerografic. Până la sfârșitul anilor 1970, producătorii de hârtie au făcut „compatibilitatea” xerografică una dintre cerințele pentru majoritatea mărcilor lor de hârtie pentru birou.
Unele dispozitive vândute ca fotocopiatoare au înlocuit procesul pe bază de tambur cu tehnologie cu jet de cerneală sau peliculă de transfer.
Printre avantajele cheie ale fotocopiatoarelor față de tehnologiile de copiere mai timpurii se numără abilitățile lor de a:
- folosi hârtie de birou simplă (netratată),

- implementa imprimarea duplex (sau față-verso) și, în cele din urmă,

- de a sorta și/sau capsa documentele rezultate.

### Fotocopiatoare color
Pigmentul color a devenit disponibil în anii 1950, deși copiatoarele complet color nu au fost disponibile comercial decât atunci când 3M a pus pe piață copiatorul Color-in-Color în 1968, care folosea un proces cu sublimare termică mai degrabă decât tehnologia electrostatică convențională. Primul copiator color electrostatic a fost produs de Xerox (modelul 6500) în 1973.
Fotocopierea color reprezintă o îngrijorare pentru guverne, deoarece facilitează contrafacerea bancnotelor. Unele țări au încorporat tehnologii anticontrafacere în valuta lor, special pentru a face mai dificilă folosirea fotocopierii color pentru falsificare. Aceste tehnologii includ filigrane, microtipărire/microtext, holograme, fire de siguranță, cerneală care pare să-și schimbe culoarea atunci când bancnota este privită dintr-un unghi diferit, imprimare vizibilă în lumina ultravioletă, imprimare aurie, imprimare în relief, imprimare latentă, microperforații sau benzi iridescente. Unele dispozitive de fotocopiat conțin programe speciale care pot preveni copierea valutei care conține un anumit model.

### Tehnologie numerică
Există o tendință crescândă a noilor fotocopiatoare de a adopta tehnologia numerică, înlocuind prin urmare mai vechea tehnologie analogică. În cazul copierii numerice, dispozitivul constă efectiv dintr-un scaner integrat și o imprimantă cu laser. Acest model are câteva avantaje, precum îmbunătățirea automată a calității imaginii și abilitatea de a scana pagini independent de procesul tipăririi lor. Unele copiatoare numerice pot funcționa ca scanere de mare viteză; asemenea modele oferă de obicei posibilitatea trimiterii documentelor prin intermediul poștei electronice sau de a le face disponibile pe servere de fișiere.
Un mare avantaj pentru tehnologia copiatorului numeric este ordonarea numerică automată. De exemplu, la copierea unui set de 20 de pagini de 20 de ori, un copiator numeric scanează fiecare pagină numai odată, apoi folosește informația dobândită pentru a produce 20 de seturi. În cazul unui copiator analogic, ori fiecare pagină este scanată de 20 de ori (un total de 400 de scanări), făcând un singur set odată, ori sunt folosite 20 de dispozitive separate pentru cele 20 de seturi.
Copiatoarele de duzină folosesc de asemenea tehnologia numerică, dar tind să consiste dintr-un scaner de calculator personal standard cuplat la o imprimantă cu jet de cerneală sau una cu laser de duzină, ambele fiind mult mai lente decât omoloagele lor de calitate superioară. Totuși, dispozitivele cu jet de cerneală și scaner de calitate inferioară pot furniza copii color la un preț mult mai scăzut decât copiatoarele color tradiționale. Unele multifuncționale cu scaner și imprimantă au și fax încorporat.